# Koygolo
Koygolo este o comună rurală din departamentul Boboye, regiunea Dosso, Niger, cu o populație de 39.414 locuitori (2001).